# Combon
Combon est une commune française située dans le département de l'Eure en région Normandie.

## Géographie

### Localisation
| Écardenville-la-Campagne    | Épreville-près-le-Neubourg | Le Tremblay-Omonville                            |
| Bray                        | Combon                     | Sainte-Colombe-la-Commanderie Le Tilleul-Lambert |
| Le Plessis-Sainte-Opportune | Émanville                  | Émanville                                        |

### Hydrographie
La commune est située dans le bassin Seine-Normandie. Elle n'est drainée par aucun cours d'eau,.

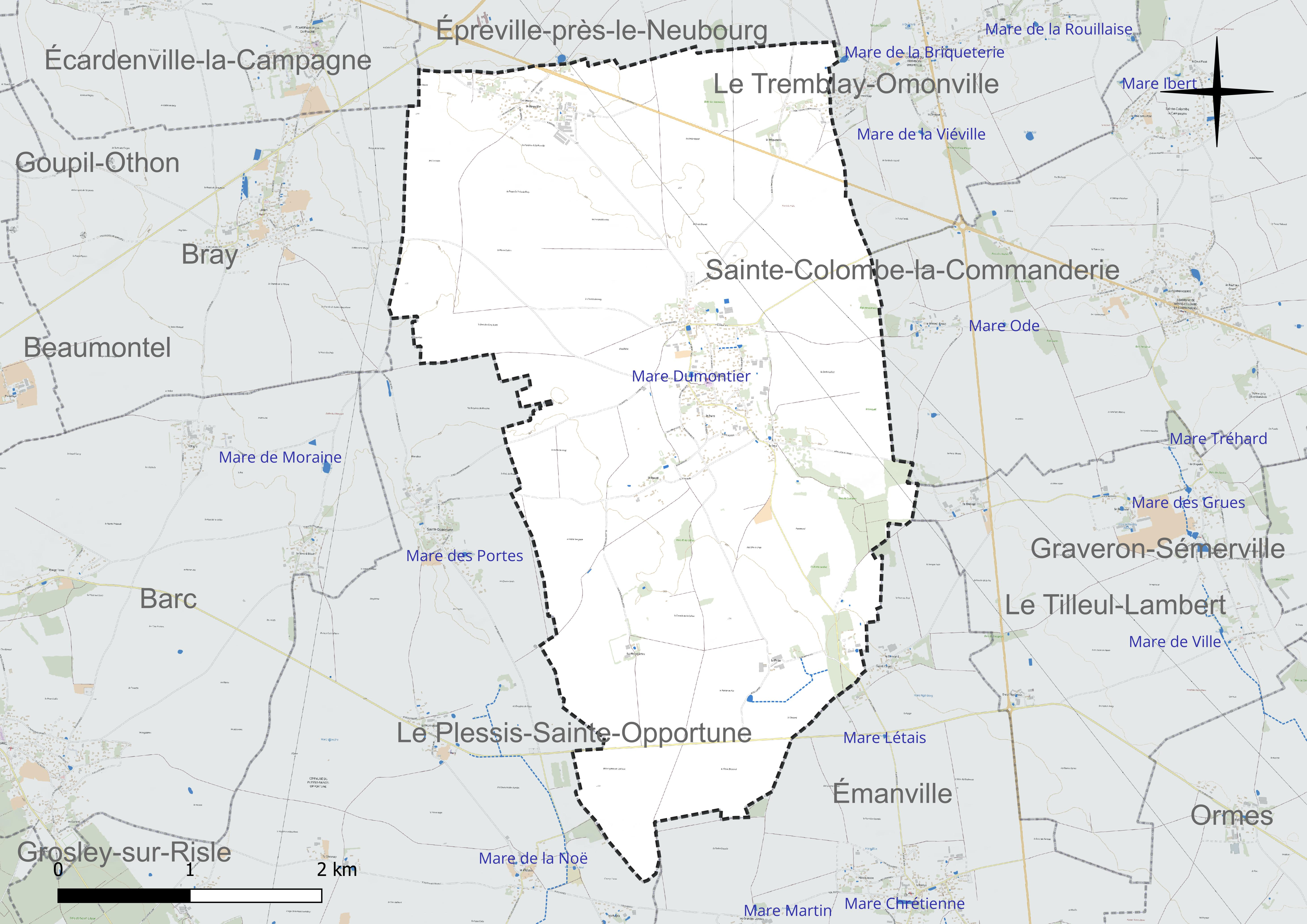
Réseau hydrographique de Combon.

Un plan d'eau complète le réseau hydrographique : la mare Dumontier (0,1 ha),.

### Climat
Pour des articles plus généraux, voir Climat de la Normandie et Climat de l'Eure.
En 2010, le climat de la commune est de type climat océanique dégradé des plaines du Centre et du Nord, selon une étude du CNRS s'appuyant sur une série de données couvrant la période 1971-2000. En 2020, Météo-France publie une typologie des climats de la France métropolitaine dans laquelle la commune est exposée à un climat océanique et est dans la région climatique  Côtes de la Manche orientale, caractérisée par un faible ensoleillement (1 550 h/an) ; forte humidité de l’air (plus de 20 h/jour avec humidité relative > 80 % en hiver), vents forts fréquents. Parallèlement le GIEC normand, un groupe régional d’experts sur le climat, différencie quant à lui, dans une étude de 2020, trois grands types de climats pour la région Normandie, nuancés à une échelle plus fine par les facteurs géographiques locaux. La commune est, selon ce zonage, exposée à un « climat des plateaux abrités », correspondant aux plaines agricoles de l’Eure, avec une pluviométrie beaucoup plus faible que dans la plaine de Caen en raison du double effet d’abri provoqué par les collines du Bocage normand et par celles qui s’étendent sur un axe du Pays d'Auge au Perche.
Pour la période 1971-2000, la température annuelle moyenne est de 10,4 °C, avec  une amplitude thermique annuelle de 13,9 °C. Le cumul annuel moyen de précipitations est de 729 mm, avec 11,7 jours de précipitations en janvier et 8,2 jours en juillet. Pour la période 1991-2020, la température moyenne annuelle observée sur la station météorologique la plus proche, située sur la commune de Brionne à 16 km à vol d'oiseau, est de 11,5 °C et le cumul annuel moyen de précipitations est de 791,7 mm,. Pour l'avenir, les paramètres climatiques de la commune estimés pour 2050 selon différents scénarios d’émission de gaz à effet de serre sont consultables sur un site dédié publié par Météo-France en novembre 2022.

## Urbanisme

### Typologie
Au 1er janvier 2024, Combon est catégorisée commune rurale à habitat dispersé, selon la nouvelle grille communale de densité à 7 niveaux définie par l'Insee en 2022.
Elle est située hors unité urbaine. Par ailleurs la commune fait partie de l'aire d'attraction d'Évreux, dont elle est une commune de la couronne,. Cette aire, qui regroupe 108 communes, est catégorisée dans les aires de 50 000 à moins de 200 000 habitants,.

### Occupation des sols
L'occupation des sols de la commune, telle qu'elle ressort de la base de données européenne d’occupation biophysique des sols Corine Land Cover (CLC), est marquée par l'importance des territoires agricoles (92,5 % en 2018), en diminution par rapport à 1990 (93,8 %). La répartition détaillée en 2018 est la suivante : 
terres arables (92,5 %), zones urbanisées (6 %), forêts (1,5 %). L'évolution de l’occupation des sols de la commune et de ses infrastructures peut être observée sur les différentes représentations cartographiques du territoire : la carte de Cassini (XVIIIe siècle), la carte d'état-major (1820-1866) et les cartes ou photos aériennes de l'IGN pour la période actuelle (1950 à aujourd'hui).

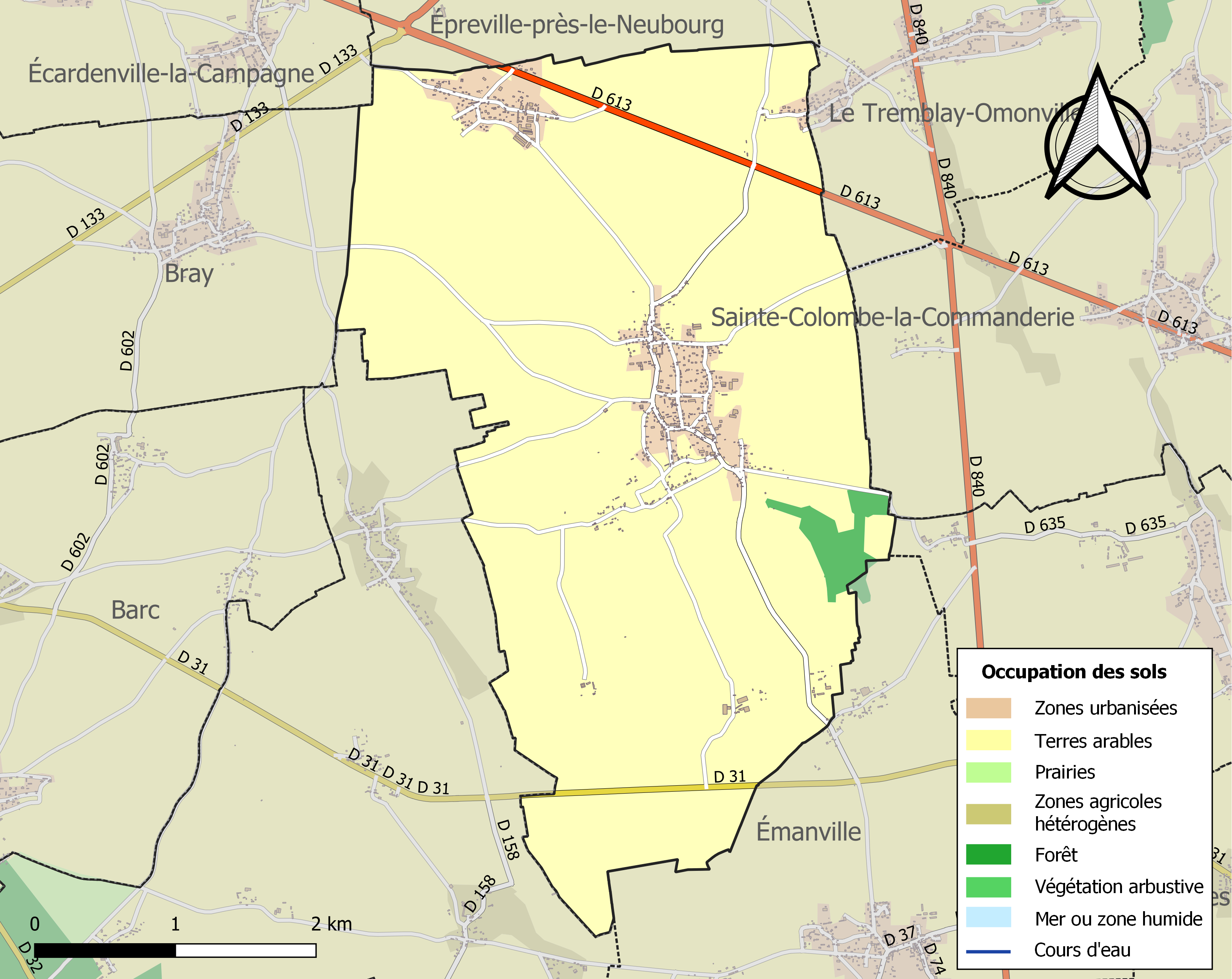
Carte des infrastructures et de l'occupation des sols de la commune en 2018 (CLC).

## Toponymie
Le nom de localité est attesté sous les formes Combonium au XIe siècle (L. Dubois); Combonio entre 1087 et 1090; Combum, Cumbun, Combonnium en 1162 (cartulaire de Préaux).
Nom de lieu d'origine gauloise.
Le hameau des Mesnillottes doit son nom à Othon seigneur de Beaumontel.

## Histoire
Combon est un village très ancien, antérieur à l’occupation romaine.
La Neuville et le Tremblay formaient une ancienne ferme romaine qui appartenait au XIe siècle à Roger de Beaumont. Son petit-fils Robert de Neubourg en fit don à l’abbaye de Préaux, près de Pont-Audemer. Un Bernard de Combon était d’ailleurs abbé de Préaux en 1220. Combon passa ensuite aux mains de plusieurs familles seigneuriales, jusqu’à la Révolution. Le Carpentier, seigneur de Combon en 1749, était membre du parlement de Rouen. La Prée dès le XIIe siècle avait son seigneur particulier. Le Boiscard avait été formé à l’origine d’une partie de Combon que possédaient les seigneurs de Barquet.

## Politique et administration
| Période                                  | Période  | Identité                    | Étiquette | Qualité   |
| ---------------------------------------- | -------- | --------------------------- | --------- | --------- |
| mars 2014                                |          | Béatrice Carissan           | SE        | Retraitée |
| 2020                                     | En cours | Rémi Lecavellier des Etangs | SE        | Retraité  |
| Les données manquantes sont à compléter. |          |                             |           |           |

## Démographie
L'évolution du nombre d'habitants est connue à travers les recensements de la population effectués dans la commune depuis 1793. Pour les communes de moins de 10 000 habitants, une enquête de recensement portant sur toute la population est réalisée tous les cinq ans, les populations de référence des années intermédiaires étant quant à elles estimées par interpolation ou extrapolation. Pour la commune, le premier recensement exhaustif entrant dans le cadre du nouveau dispositif a été réalisé en 2007.

En 2022, la commune comptait 822 habitants, en évolution de +0,12 % par rapport à 2016 (Eure : −0,25 %, France hors Mayotte : +2,11 %).
| 1793 | 1800 | 1806  | 1821 | 1831 | 1836  | 1841 | 1846 | 1851 |
| ---- | ---- | ----- | ---- | ---- | ----- | ---- | ---- | ---- |
| 923  | 920  | 1 020 | 998  | 979  | 1 003 | 926  | 900  | 913  |

| 1856 | 1861 | 1866 | 1872 | 1876 | 1881 | 1886 | 1891 | 1896 |
| ---- | ---- | ---- | ---- | ---- | ---- | ---- | ---- | ---- |
| 847  | 861  | 813  | 760  | 683  | 640  | 592  | 584  | 503  |

| 1901 | 1906 | 1911 | 1921 | 1926 | 1931 | 1936 | 1946 | 1954 |
| ---- | ---- | ---- | ---- | ---- | ---- | ---- | ---- | ---- |
| 481  | 520  | 480  | 428  | 399  | 400  | 381  | 415  | 446  |

| 1962 | 1968 | 1975 | 1982 | 1990 | 1999 | 2006 | 2007 | 2012 |
| ---- | ---- | ---- | ---- | ---- | ---- | ---- | ---- | ---- |
| 465  | 451  | 462  | 500  | 554  | 567  | 700  | 718  | 804  |

| 2017 | 2022 | - | - | - | - | - | - | - |
| ---- | ---- | - | - | - | - | - | - | - |
| 813  | 822  | - | - | - | - | - | - | - |

## Culture locale et patrimoine

### Lieux et monuments
Combon compte plusieurs édifices inscrits à l'inventaire général du patrimoine culturel :
- L'église Notre-Dame (XIIe, XIVe et XVIIIe)[23]. La base de la tour clocher daterait probablement du XIIe siècle). La nef a été remaniée au XIVe siècle et le chœur reconstruit en 1775. Ce dernier contient la tombe anonyme du reconstructeur. L'église était placée sous le patronage de l'abbé de Saint-Pierre-de-Préaux ;
- Deux manoirs : l'un des XVIIe et XVIIIe siècles au lieu-dit le Boiscard[24] et le deuxième du XVIIe siècle au lieu-dit la Neuville[25].

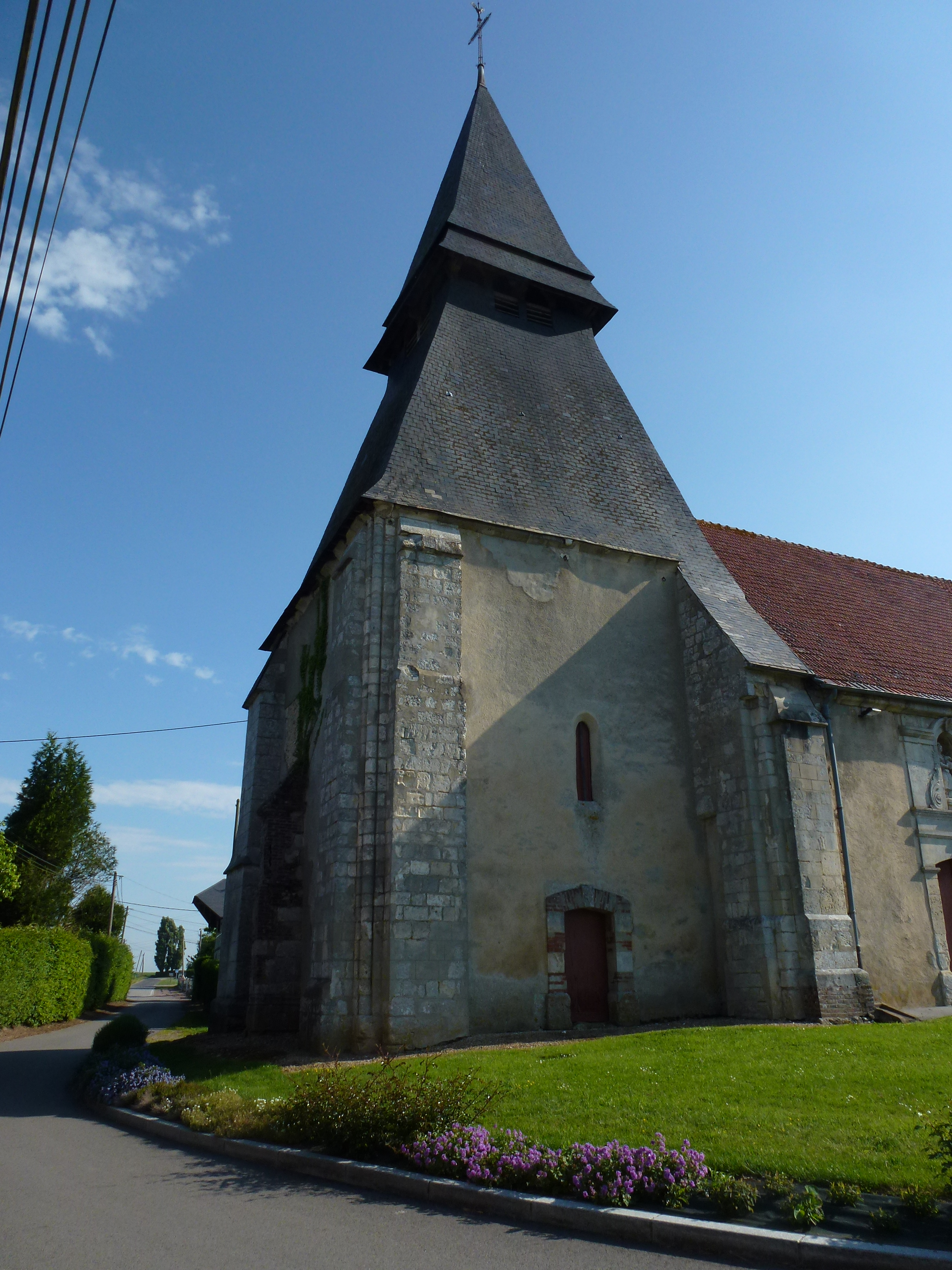
Église Notre-Dame.
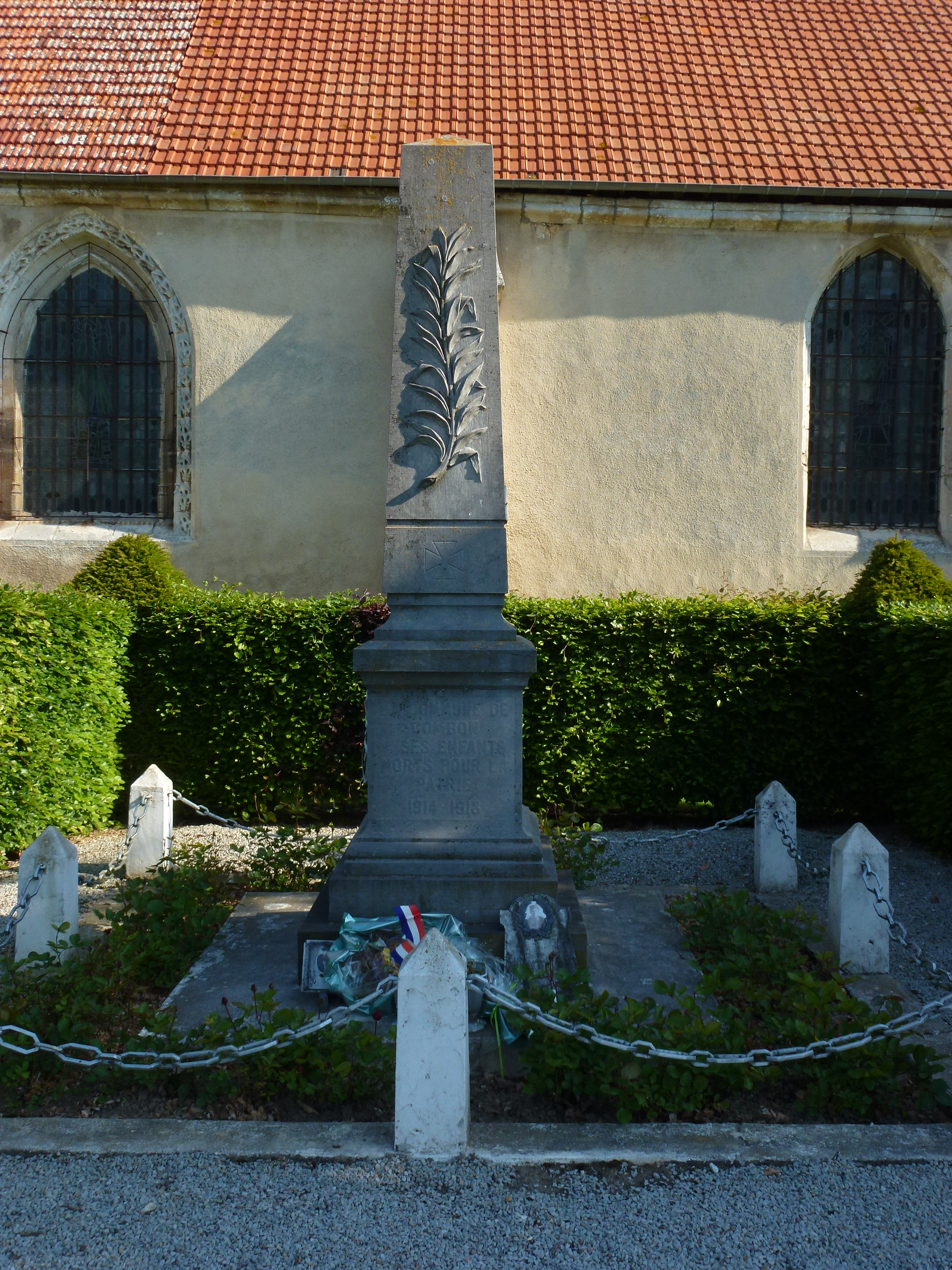
Monument aux morts.
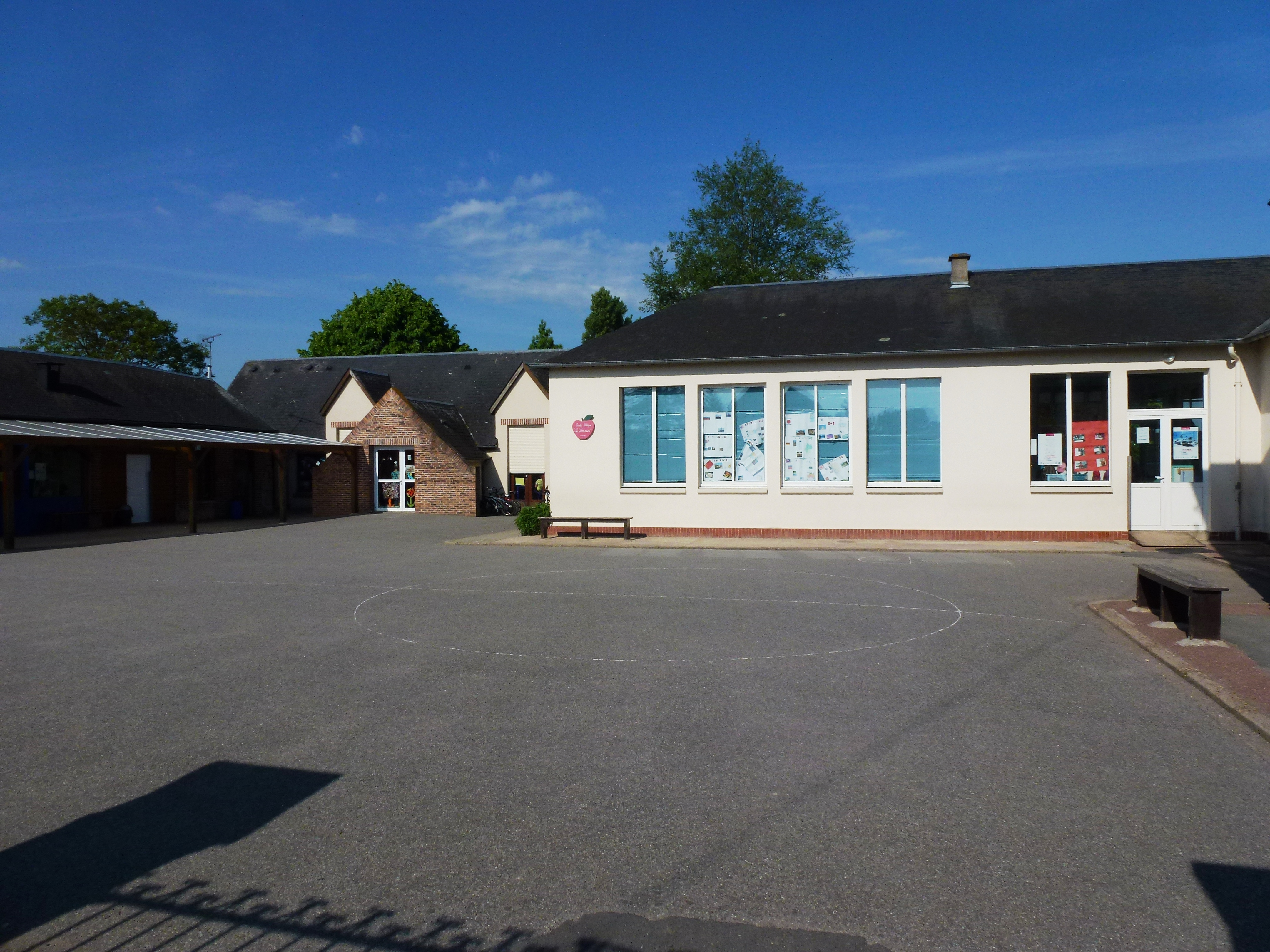
École.